# مرامورسکی پوتوک
مرامورسکی پوتوک (به صربی: Mramorski Potok) یک منطقهٔ مسکونی در صربستان است که در نیش واقع شده‌است.